# Fernando Brandán
Fernando Daniel Brandán (Mendoza, Argentina, 27 de marzo de 1990) es un futbolista argentino juega como volante o extremo derecho y su equipo es Club Atlético Temperley de la Primera Nacional de Argentina.

## Trayectoria
Hizo inferiores en Quilmes A. C. donde no jugó aunque fue al banco en un partido de la Copa Argentina en 2011. En 2012 Se incorporó a Racing de Olavarría, luego jugó en Club_Rivadavia de Lincoln, C. A. Temperley y en 2016 fue transferido al Melbourne City F. C. en julio del 2016, Durante el entrenamiento de la temporada 2017-18 se rompió el ligamento cruzado anterior y no pudo jugar hasta el final del torneo. El 18 de diciembre de 2017 se anunció que Brandán dejó el Melbourne City F. C. para regresar al C. A. Temperley.
Al finalizar la Superliga 2017-18, luego del descenso de C. A Temperley a la Primera B Nacional, Brandan pasó por C. A. San Martin de San Juan y C. A. San Martín de Tucumán.
Pasó por All Boys y fue uno de los goleadores y figuras del equipo, pasó a Club Atlético Gimnasia y Esgrima (Jujuy), Chacarita Juniors y actualmente juega en C.A. Temperley.

## Estadísticas

### Clubes
- Actualizado hasta el 15 de octubre de 2022.

| Club                            | Div.          | Temporada     | Liga  | Liga  | Copas nacionales | Copas nacionales | Copas internacionales | Copas internacionales | Total | Total |
| Club                            | Div.          | Temporada     | Part. | Goles | Part.            | Goles            | Part.                 | Goles                 | Part. | Goles |
| ------------------------------- | ------------- | ------------- | ----- | ----- | ---------------- | ---------------- | --------------------- | --------------------- | ----- | ----- |
| Racing A. C. Argentina          | 3.ª           | 2011-12       | 18    | 1     | 1                | 0                | —                     | —                     | 19    | 1     |
| Racing A. C. Argentina          | Total club    | Total club    | 18    | 1     | 1                | 0                | 0                     | 0                     | 19    | 1     |
| Rivadavia Argentina             | 3.ª           | 2012-13       | 31    | 8     | 1                | 1                | —                     | —                     | 32    | 9     |
| Rivadavia Argentina             | Total club    | Total club    | 31    | 8     | 1                | 1                | 0                     | 0                     | 32    | 9     |
| C. A. Temperley Argentina       | 3.ª           | 2013-14       | 37    | 10    | -                | -                | -                     | -                     | 37    | 10    |
| C. A. Temperley Argentina       | 2.ª           | 2014          | 15    | 2     | 2                | 0                | -                     | -                     | 17    | 2     |
| C. A. Temperley Argentina       | 1.ª           | 2015          | 22    | 3     | 1                | 0                | -                     | -                     | 23    | 3     |
| C. A. Temperley Argentina       | 1.ª           | 2016          | 13    | 0     | 0                | 0                | -                     | -                     | 13    | 0     |
| C. A. Temperley Argentina       | 1.ª           | 2017-18       | 12    | 3     | 0                | 0                | -                     | -                     | 12    | 3     |
| C. A. Temperley Argentina       | Total club    | Total club    | 99    | 18    | 3                | 0                | -                     | -                     | 102   | 18    |
| Melbourne City F. C. Australia  | 1.ª           | 2016-17       | 19    | 3     | 4                | 2                | -                     | -                     | 23    | 5     |
| Melbourne City F. C. Australia  | Total club    | Total club    | 19    | 3     | 4                | 2                | -                     | -                     | 23    | 5     |
| C. A. San Martin (SJ) Argentina | 1.ª           | 2018-19       | 7     | 0     | 1                | 0                | -                     | -                     | 8     | 0     |
| C. A. San Martin (SJ) Argentina | Total club    | Total club    | 7     | 0     | 1                | 0                | -                     | -                     | 8     | 0     |
| C. A. San Martin (T) Argentina  | 2.ª           | 2019-20       | 8     | 0     | 0                | 0                | -                     | -                     | 8     | 0     |
| C. A. San Martin (T) Argentina  | Total club    | Total club    | 8     | 0     | 0                | 0                | -                     | -                     | 8     | 0     |
| Villa Dálmine Argentina         | 2.ª           | 2019-20       | 3     | 0     | -                | -                | -                     | -                     | 3     | 0     |
| Villa Dálmine Argentina         | Total club    | Total club    | 3     | 0     | -                | -                | -                     | -                     | 3     | 0     |
| Lija Athletic F. C. Malta       | 1.ª           | 2020-21       | 21    | 7     | -                | -                | -                     | -                     | 21    | 7     |
| Lija Athletic F. C. Malta       | Total club    | Total club    | 21    | 7     | -                | -                | -                     | -                     | 21    | 7     |
| Sirens F. C. Malta              | 1.ª           | 2021-22       | 11    | 2     | -                | -                | -                     | -                     | 11    | 2     |
| Sirens F. C. Malta              | Total club    | Total club    | 11    | 2     | -                | -                | -                     | -                     | 11    | 2     |
| C. A. All Boys Argentina        | 2.ª           | 2022          | 34    | 9     | -                | -                | -                     | -                     | 34    | 9     |
| C. A. All Boys Argentina        | Total club    | Total club    | 34    | 9     | -                | -                | -                     | -                     | 34    | 9     |
| C. A. Gimnasia (J) Argentina    | 2.ª           | 2023          | 0     | 0     | -                | -                | -                     | -                     | 1     | 1     |
| C. A. Gimnasia (J) Argentina    | Total club    | Total club    | 0     | 0     | -                | -                | -                     | -                     | 1     | 1     |
| Total carrera                   | Total carrera | Total carrera | 251   | 48    | 10               | 3                | -                     | -                     | 261   | 51    |

## Palmarés

### Torneos nacionales
| Título                       | Club                 | País      | Año  |
| ---------------------------- | -------------------- | --------- | ---- |
| Ascenso a Primera B Nacional | C. A. Temperley      | Argentina | 2014 |
| FFA Cup                      | Melbourne City F. C. | Argentina | 2016 |